# Sputnik 1
Sputnik 1 (rusky Спутник-1) byla první umělá vesmírná družice Země, která odstartovala v roce 1957 kosmickou éru lidstva. Na oběžnou dráhu ji vyslal Sovětský svaz. Způsobila šok v západních politických kruzích a nadšení u vědců na celém světě.

## Souvislosti vzniku
V rámci vesmírného závodu mezi velmocemi Spojených států amerických a Sovětského svazu se Sověti rozhodli stávající programy urychlit a vypustit na oběžnou dráhu co nejjednodušší družici o hmotnosti do 100 kg. V počátcích projektování byla označena jako Prostějšij Sputnik – Jednodušší družice, protože byla „nouzovým řešením“, když plnohodnotná vědecká družice (která později letěla jako Sputnik 3) nebyla připravena včas. Cílem bylo ověřit, zda je vůbec let vesmírem možný. Měla mít jediný vědecký přístroj: vysílačku.

## Hlavní údaje
Byla zkonstruována v druhé polovině 50. let 20. století Sergejem Koroljovem v Sovětském svazu. Byla vynesena 4. října 1957 19.28 koordinovaného světového času upravenou dvoustupňovou nosnou raketou R-7, která byla z vojenské verze pro kosmonautiku upravena a přejmenována na raketu Sputnik. Odstartovala z kosmodromu Bajkonur na území Kazašské SSR. Vypuštěna byla v rámci Mezinárodního geofyzikálního roku. Patří do kategorie vědeckých družic.
Obsahovala vysílač, který od 4. října do 25. října (21 dnů) 1957 vysílal na frekvencích 20,005 a 40,002 MHz pípavý signál, který se ve své době stal symbolem počátku kosmické éry. Vysílaný signál umožňoval poprvé prověřovat zkreslení při přenosu z orbitální dráhy, tedy i vlastnosti atmosféry a ionosféry. Družice oblétala Zemi do 3. ledna 1958, kdy po 1 440 obletech vstoupila do zemské atmosféry a shořela.
Počáteční parametry orbitální dráhy: výška 215×939 km, sklon 65,1°, doba oběhu 96,2 min, rychlost 7,8 km/s.

## Konstrukce družice
Družice měla sférický tvar o průměru 58 cm a hmotnost 83,6 kg. Její tělo bylo vyrobeno ze dvou hliníkových polosfér o tloušťce stěny 2 mm. Uvnitř byly umístěny dva vysílací moduly, bateriový blok, ventilační systém a čidla teploty a tlaku. Polosféry byly spojeny a utěsněny, vnitřek družice byl napuštěn dusíkem o tlaku 130 kPa. Vnější plášť družice byl rovněž sférický a zabezpečoval tepelné stínění jádra družice. Tloušťka jeho stěny byla 1 mm.
K vnějšku družice byly připojeny dva páry dipólových antén o délkách 2,9 a 2,3 m. Ty byly uchyceny pružinovým mechanizmem, který po dosažení oběžné dráhy zajistil jejich rozevření na 70°.

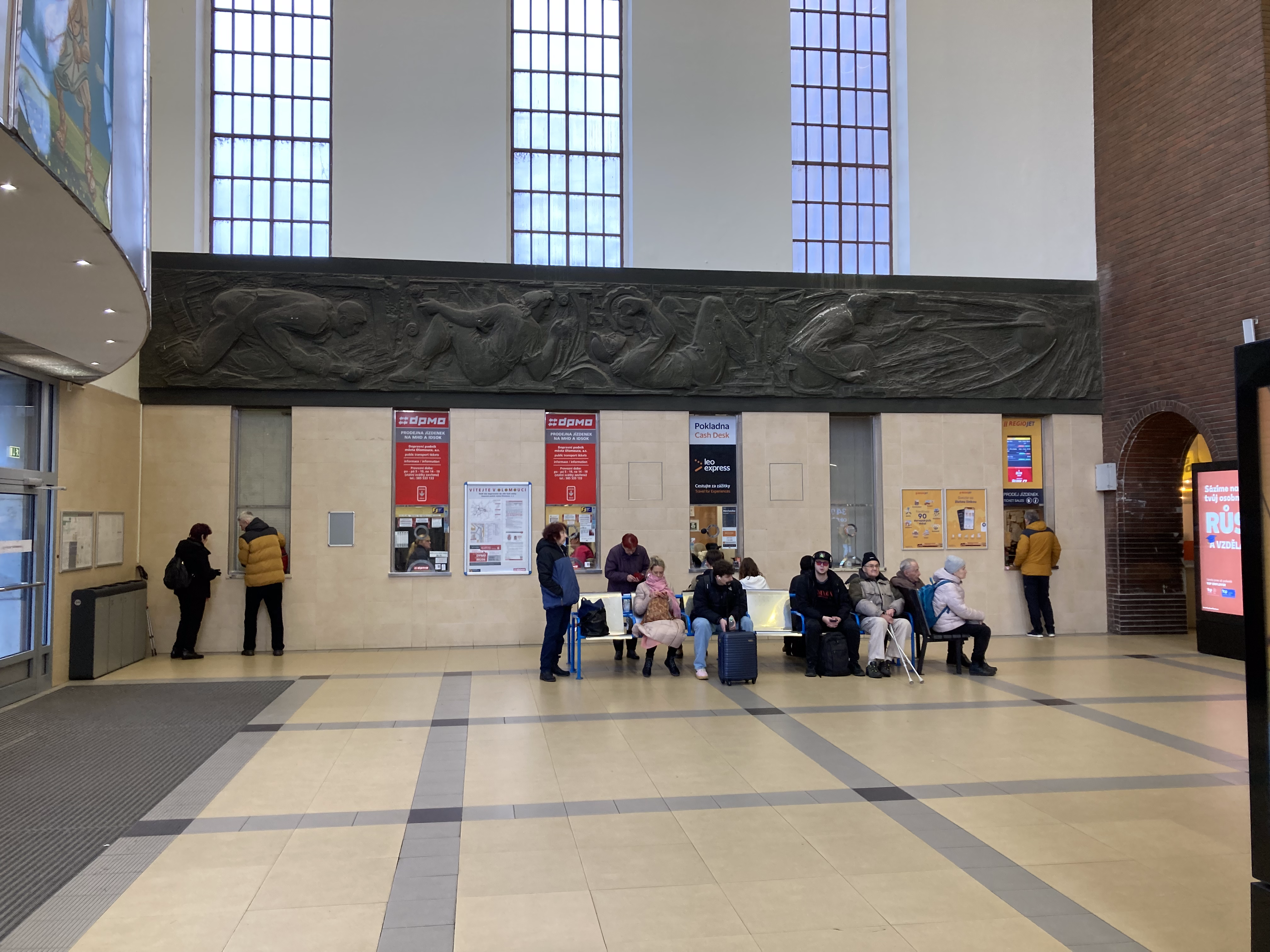
Reliéf s motivem sondy Sputnik (budova Olomouckého hlavního nádraží).

Vysílače pracovaly na frekvencích 20,005 a 40,002 MHz. Vysílaný signál byl modulován frekvencí cca 1 kHz s délkou impulzu 0,3 s a stejně dlouhou pauzou. Oba vysílače se během vysílání impulzu a mezery střídaly. Vysílač o výkonu 1 W bylo možné poměrně snadno zachytit a monitorovat běžnými radiopřijímači s příslušným frekvenčním pásmem.
Vnitřní ventilátor hnal dusíkovou atmosféru kolem přístrojů a chladné zadní polosféry družice a tím zajišťoval tepelnou regulaci. Spínán byl při vzrůstu teploty nad 30 °C a opětovně vypínán při poklesu pod 23 °C.
Napájení zabezpečoval blok 3 AgZn baterií o celkové hmotnosti 51 kg, které měly dostatečnou kapacitu pro zásobování přístrojů po dobu 21 dní.[zdroj⁠?!]